# Idioma millcayac
Millcayac era una de las dos lenguas huarpes conocidas. Era originaria del territorio que posteriormente correspondería a la Provincia de Cuyo en Argentina, pero sus hablantes fueron desplazados a la fuerza por los españoles hacia Santiago de Chile a finales del siglo XVI o se ocultaron en zonas remotas. Luis de Valdivia publicó en 1607 una gramática, vocabulario y textos religiosos en conjunto con los de la otra lengua huarpe, el allentiac. El millcayac dejó de usarse por la muerte de muchos de sus hablantes y por la adopción del castellano por parte de los sobrevivientes.
El trabajo de Valdivia es el único documento conocido en millcayac y permaneció perdido por unos tres siglos. Desde la década de 1910 se conocía un breve fragmento de la obra gracias a un hallazgo que hizo José Toribio Medina, pero el resto del documento estuvo perdido hasta que Fernando Márquez Miranda lo encontró en el Cuzco en 1942. A mediados de la década de 2010 Nataly Cancino encontró en la Biblioteca Casanatense de Roma otro ejemplar que contiene juntas las obras en allentiac y millcayac. Por su parte, J. Bárcena halló nuevamente el ejemplar del Cuzco en otra ubicación y publicó una reproducción fotográfica en 2011. 